# 이븐 할둔

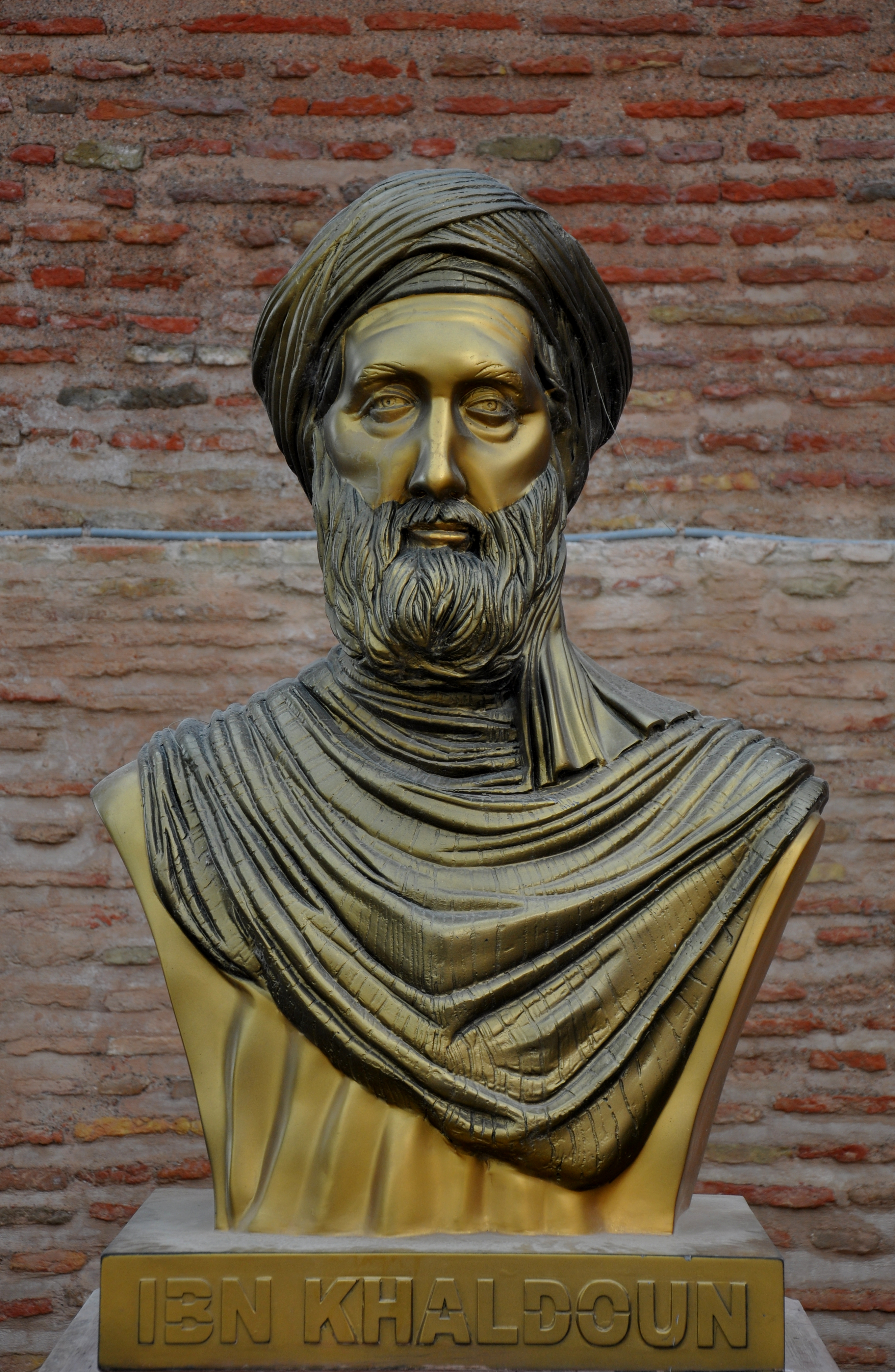
이븐 할둔 동상

이븐 할둔 또는 이븐 칼둔(ابن خلدون, Ibn Khaldun 1332년 5월 27일~1406년 3월 19일)은 중세 이슬람 세계를 대표하는 역사가·사상가·정치인이다.

## 생애
스페인 세비야에서 튀니스로 망명한 명문 할둔가문 출신이다. 튀니스의 하프스 왕조를 섬겼으며, 이후 마린 왕조, 나스르 왕조, 베쟈야의 하프스 왕조 지방정권 등 지중해 세계의 이슬람 정권의 궁정을 돌아다녔다.
처음 하프스 왕조에서는 비서관으로 임명되었지만 그 지위에 만족하지 못했고, 마린 왕조에서는 음모에 가담했다가 투옥되는 등 인생의 쓴맛을 맛보았다. 3번째로 일하게 된 나스르 왕조에서는 무하마드 5세의 총애하는 신하가 되어, 카스티야 왕국의 외교사절로 임명되는 등 중용되었으나, 그의 지위가 높아지면서 재상 이븐 알하티브와 알력이 생겨, 물러날 수밖에 없었다.
4번째로 일하게 된 지방도시정권인 베쟈야는 예부터 알고 지내던 하프스 왕조의 왕자의 좋은 대우를 받게되어 집권하여 중용되었으나, 연이어 일어난 전란속에서 베쟈야정권은 괴멸되고, 전사한 술탄을 대신하여 적인 자이얀 왕조 군대에게 도시를 넘겨주었다. 이렇듯 이븐 할둔의 정치인으로서의 인생은 유랑생활의 연속이었고, 이것이 후에 학자로서 그의 사상체계에 커다란 영향을 미치게 되었다.
베쟈야를 떠난 후 그는 정치무대에서 물러난 후, 1375∼1378년에는 알제리의 오랑 지방의 콸라트 이븐 살라마 마을에 칩거하면서 학문연구의 길에 매진했다. 서아시아 이슬람사의 체계화를 시도하여, 아랍인·페르시아인·베르베르인 등 시대의 개시와 경과의 실례와 기록인 《이바르의 책》(Kitab al-‘Ibar)이라는 제목의 세계사를 완성하였다.
이 가운데서 베르베르의 여러 종족사는, 이 민족의 기원·계통·변천 등을 서술한 최초의 문헌으로서 중요시 된다. 이 저서의 권두(卷頭)에 실은, 역사 서설로 통칭되는 《무깟디마》(Muqaddimah)는 사회의 형성과 변화의 사정·법칙을 고찰하였고, 문화사의 근본적인 여러 문제에 해답을 부여하려고 했던 것으로서 세계적 명저이다.
이같은 명저서로 인해 학계에서 확고한 지위를 쌓게되어, 1382년 이집트 카이로 이주하여 활발한 강연활동을 벌였다. 맘루크 왕조의 술탄 바르쿠크의 신임을 얻어, 다수의 학원에서 교수직을 역임했고, 마리크파의 대법관에 임명되었다.
그 후 쿠데타에 관여한 것이 이유가 되어 정치적으로는 실각되었으나, 학자로서의 명성은 쇠퇴하지 않았다. 티무르가 시리아원정에 나서 다마스커스를 포위하였을 때, 그 명성을 듣게 된 티무르에 의해 주둔지에 초대되어, 뛰어난 변설로 좌중을 압도하였다. 티무르로부터 정중한 대우와 예우를 받은 이븐 할둔은 다시 이집트로 귀환한 후 여러번 대법관을 맡았고, 6번째 취임 직후 병을 얻어 죽었다.

## 같이 보기
- 아사비야
- 차나키야
- 래퍼 곡선
- 무깟디마
- 이븐 루시드
- 이븐 아라비